# Patrimoni dell'umanità della Corea del Nord
I patrimoni dell'umanità della Corea del Nord sono i siti dichiarati dall'UNESCO come patrimonio dell'umanità in Corea del Nord, che è divenuta parte contraente della Convenzione sul patrimonio dell'umanità il 21 luglio 1998.
Al 2025 i siti iscritti nella Lista dei patrimoni dell'umanità sono tre, mentre quattro sono le candidature per nuove iscrizioni. Il primo sito iscritto nella lista è stato nel 2004 il complesso di tombe Goguryeo, durante la ventottesima sessione del comitato del patrimonio mondiale. Nove anni dopo, nella trentasettesima sessione, i monumenti e siti storici di Kaesŏng sono divenuti il secondo sito nordcoreano riconosciuto dall'UNESCO. Nel 2025 la quarantasettesima sessione ha aggiunto alla lista il sito del monte Kumgang – la montagna di diamanti dal mare. Due siti sono considerati culturali, secondo i criteri di selezione, e uno misto.

## Siti del Patrimonio mondiale
| Foto | Sito                                             | Luogo                                                | Tipo                             | Anno | Descrizione |
| ---- | ------------------------------------------------ | ---------------------------------------------------- | -------------------------------- | ---- | --- |
|      | Complesso di tombe Goguryeo                      | Contea di Anak, Contea di Taedong, Namp'o, Pyongyang | Culturale (1091; i, ii, iii, iv) | 2004 | Il sito comprende diverse tombe di gruppo e singole - per un totale di circa 30 tombe singole - del periodo successivo del Regno di Koguryo, uno dei regni più forti dell'odierna Cina nord-orientale e di metà della penisola coreana tra il III secolo a.C. e il VII secolo d.C. Le tombe, molte con bellissime pitture murali, sono quasi gli unici resti di questa cultura. Solo circa 90 delle oltre 10 000 tombe Koguryo scoperte finora in Cina e Corea hanno pitture murali. Quasi la metà di queste tombe si trova in questo sito e si pensa che siano state realizzate per la sepoltura di re, membri della famiglia reale e dell'aristocrazia. Questi dipinti offrono una testimonianza unica della vita quotidiana di questo periodo. |
|      | Monumenti e siti storici di Kaesŏng              | Kaesŏng                                              | Culturale (1278; ii, iii)        | 2013 | Il sito è composto da 12 componenti separate, che insieme testimoniano la storia e la cultura della dinastia Koryo dal X al XIV secolo. La struttura geomantica dell'ex-capitale Kaesong, i suoi palazzi, le istituzioni e il complesso di tombe, le mura difensive e le porte incarnano i valori politici, culturali, filosofici e spirituali di un'era cruciale nella storia della regione. I monumenti iscritti comprendono anche un osservatorio astronomico e meteorologico, due scuole (di cui una dedicata all'educazione dei funzionari nazionali) e stele commemorative. Il sito testimonia il passaggio dal buddismo al neoconfucianesimo in Asia orientale e l'assimilazione dei valori culturali, spirituali e politici degli stati che esistevano prima dell'unificazione della Corea sotto la dinastia Koryo. L'integrazione di concetti buddisti, confuciani, taoisti e geomantici si manifesta nella progettazione del sito e nell'architettura dei suoi monumenti. |
|      | Monte Kumgang – la montagna di diamanti dal mare | Contea di Kosŏng, Contea di Kŭmgang                  | Misto (1642; iii, vii)           | 2025 | Il monte Kumgang è un luogo di eccezionale bellezza naturale, rinomato per le sue cime di granito quasi bianco, le profonde valli, le cascate e gli ecosistemi incontaminati, che si elevano fino a quasi 1 600 metri. L'impatto spettacolare della montagna è accentuato dai continui cambiamenti meteorologici: nebbie, pioggia, sole e nuvole. Questa montagna sacra è un sito chiave del Buddhismo montano, con tradizioni che risalgono al V secolo. Questo paesaggio culturale ospita antichi eremi, templi, stupa e sculture in pietra, molti dei quali situati nell'area esterna e interna del Kumgang. Tre templi (il Tempio di Jongyang, il Tempio di Pyohun e l'Eremo di Podok) rimangono attivi oggi e sono una testimonianza eccezionale di secoli di pratica buddista, con un patrimonio materiale e immateriale profondamente intrecciato con il paesaggio. |

## Siti candidati
| Foto | Sito                                                        | Luogo                | Tipo                                 | Anno       | Descrizione |
| ---- | ----------------------------------------------------------- | -------------------- | ------------------------------------ | ---------- | --- |
|      | Monte Myohyang e le reliquie dentro e intorno alla montagna | Contea di Hyangsan   | Misto (1422)                         | 25/05/2000 | Il monte Myohyang è la celebre montagna famosa per il suo aspetto curioso e unico e per i paesaggi mozzafiato: è costituito da ripide catene montuose e cime alte fino a 1000-1900 metri che si estendono verso nord-ovest e verso sud-ovest dal Picco Piro, la cima più alta. Le sue caratteristiche risiedono non solo nella sua straordinaria bellezza naturale, ma anche nell'armonizzazione dei siti culturali con i paesaggi naturali circostanti. Il Monte Myohyang presenta un'alta concentrazione di monumenti relativi al Buddismo, tra cui circa 20 templi, incluso il Tempio Pohyon costruito nel 1042, che ben rappresentano lo stile dell'architettura coreana e il suo peculiare processo di evoluzione. |
|      | Reliquie storiche di Pyongyang                              | Pyongyang            | Culturale (1424; i, ii, iii, iv, vi) | 25/05/2000 | Pyongyang, culla della nazione coreana, ha un gran numero di siti di tutte le età primitive (paleolitici, tra cui il sito di Komunmoru, neolitici, siti dell'età del bronzo, ecc.) e ha prosperato come centro politico, economico, militare e culturale per tutta la storia. Quindi numerosi siti antichi si trovano dentro e intorno alla città: la tomba del re Tangun (re fondatore dell'antica Corea), i castelli come il castello di Hwangdae e il castello di terra di Chongamdong, i villaggi come Namgyong e Pyodae e i dolmen. Pyongyang abbonda anche di siti del periodo Koguryo: rimangono le rovine del palazzo di Anhak, parti della fortezza del Monte Taesong e le opere difensive della fortezza cittadina di Jangan, utilizzata dalle dinastie successive senza alcuna modifica alla sua struttura o scopo, di cui si possono ancora ammirare le porte e altre parti, come la Porta Taedong, la Porta Pothong, il Padiglione Ulmil e il Padiglione Ryongwang. Nel cuore della città si trovano la Sala Sungryong e la Sala Sungin e altri templi, edifici confuciani, la pagoda ottagonale a cinque piani nel tempio Yongmyong e altri numerosi edifici in pietra. |
|      | Grotte della regione di Kujang                              | Contea di Kujang     | Naturale (1426; vii, viii, x)        | 25/05/2000 | Le grotte nell'area di Kujang sono cavità carsiche sotterranee formatesi durante il Quaternario del Cenozoico nelle formazioni calcaree. Pur essendo i periodi di formazione e i caratteri litologici i medesimi per tutte, esse sono differenti tra loro nelle dimensioni e nella portata secondo il processo di evoluzione carsica, nonché nelle caratteristiche estetiche per la formazione di stalagmiti e stalattiti. Le quattro grotte incluse nella candidatura sono la caverna di Ryongmun, la caverna di Paekryong, la grotta dei fiori di Kaechon e la grotta di Songam. |
|      | Monte Chilbo                                                | Contea di Myŏngch'ŏn | Naturale (1427; vii, viii, ix)       | 25/05/2000 | Il monte Chilbo è costituito da molteplici formazioni rocciose modellate dall'erosione a lungo termine di varie rocce eruttive appartenenti alla zona vulcanica di Paekdu. Il monte Chilbo ospita circa 750 specie di piante, 20 specie di animali, 40 specie di uccelli e 10 specie di rettili, tra cui ci sono 11 monumenti naturali designati e protetti a livello nazionale. |